# شهرستان قرمان‌غازی
شهرستان قرمان‌غازی (به قزاقی: Құрманғазы ауданы، قۇرمانعازى اۋدانى) یکی از شهرستان‌های استان آتیراو در کشور قزاقستان است. جمعیت این شهرستان ۵۷۱۳۸ نفر است.